# Percy Marks
Pour les articles homonymes, voir Marks.
Percy Marks est un auteur américain et enseignant américain né le 9 septembre 1891 et mort le 27 décembre 1956. Il est connu pour son roman, The Plastic Age.

## Biographie
Marks naît le 9 septembre 1891 à Covelo en Californie. Ses parents sont Henry et Sarah Lando Marks. La famille a déménagé à Ukiah, en 1900, le chef-lieu du comté, parce qu'elle avait de meilleures écoles. Marks est diplômé de l'Université de Californie, en 1912, et a obtenu un master de l'Université de Harvard en 1914. Il était sous-lieutenant dans l'Armée des États-Unis au cours de la Première Guerre mondiale.
Marks enseignait l'anglais depuis dix ans (à un certain nombre d'institutions, y compris le Dartmouth College et de l'Université Brown) lorsque son premier roman a été publié en 1924, The Plastic Age. Le livre a été le deuxième best-seller le plus populaire pour cette année-là, et sa représentation de la vie universitaire a causé un chahut à l'époque et a même été interdit à Boston. L'année suivante, Marks a quitté l'enseignement pour se consacrer à temps plein à l'écriture. Une version cinématographique de Quand on a vingt ans (bien que, pour être plus précis, l'intrigue du film varie grandement du livre) a été publié l'année suivante avec Clara Bow, et une seconde version, intitulée les Red Lips, publiée en 1928. Marks a écrit 19 autres livres, principalement des romans. Vers la fin de sa carrière, il a pris un poste d'enseignant d'anglais et de littérature à l'Université du Connecticut à Waterbury.
Marks a épousé Margaret Ellen Gates en Californie le 17 décembre 1927. Il s'installe à New Haven, dans le Connecticut , en 1930, et y demeure jusqu'à sa mort, le 27 décembre 1956, survécu par son épouse et sa fille Sally Jean Marks,. En 1962, la veuve de Marks (alors remariée à Bernard Barton), a fait don de ses papiers à l'Université de Yale où ils sont détenus à la Beinecke de livres Rares et de Manuscrits de la Bibliothèque.
Sally Marques est devenu un spécialiste des relations internationales à Rhode Island College.

## Publications
- The Plastic Age (1924)
- Martha (1925)
- Which Way Parnassus? (1926)[4]
- Lord of Himself (1927) (sequel de The Plastic Age)[5]
- A Dead Man Dies (1929)
- The Unwilling God (1929)
- The Craft of Writing (1932)
- A Tree Grown Straight (1936)[6]
- Better themes, a college textbook of writing and re-writing (1936)
- And Points Beyond (1937)
- What's A Heaven For? (1938)
- The Days Are Fled (1939)
- No Steeper Wall (1940)
- Between Two Autumns (1941)[7]
- Full Flood (1942)[8]
- Knave of Diamonds (1943)
- Shade of Sycamore (1944)
- The College Writer (1946)
- Blair Marriman (1949)[9]
- Round Valley Days (manuscrit inédit)